# Maghval
Maghval, également connu sous le nom de Megwal, est un village du tehsil de la Kaprada, situé dans le district de Valsad dans l'État du Gujarat, en Inde. Il s'agit d'une petite enclave appartenant au Gujarat, mais située à Nagar Haveli, juste au sud de Silvassa dans le territoire de l' Union indienne de Dadra et Nagar Haveli et Daman et Diu.

## Géographie
Maghval, bien que relevant de la compétence administrative du Gujarat, est entouré par le territoire de l'Union de Dadra et Nagar Haveli et Daman et Diu, en dehors de la frontière de l'État et à quelques kilomètres de Silvassa. Le village, avec 2160 habitants (en février 2018), possède un riche paysage avec la rivière Daman Ganga qui le traverse, laissant un tronçon vallonné d'un côté et des plaines de l'autre. 

## Histoire
Anciennement « Enclave de Bombay », Maghval était une enclave britannique au sein de l'enclave portugaise à l'intérieur de l'Inde britannique jusqu'à l'indépendance,. 